# لانچیا استریتوس

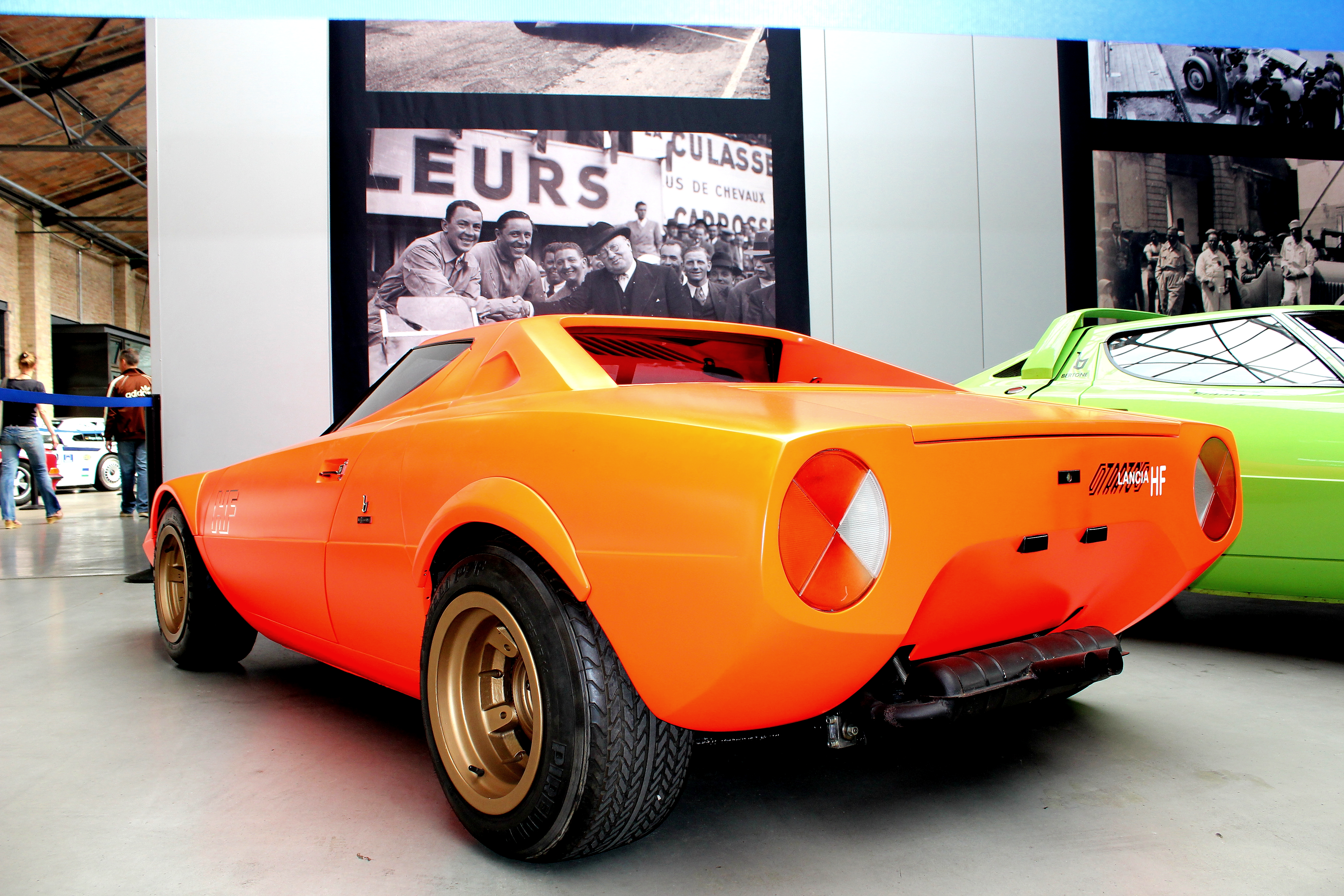
Lancia Stratos HF Prototype

لانچیا استریتوس اچ‌اف (Lancia Stratos HF) خودرویی است که در سال‌های ۱۹۷۲–۱۹۷۴ به تعداد ۴۹۲ عدد (نسخه خیابانی) تولید شده‌است. طراحی آن خودروهای موتور وسط عقب-محور عقب بوده طول آن در حالت طبیعی ۳٬۷۰۸ میلیمتر (۱۴۵٫۹۸ اینچ)، عرض آن در حالت طبیعی ۱٬۷۵۰ میلیمتر (۶۸٫۹۰ اینچ)، ارتفاع آن در حالت طبیعی ۱٬۱۱۰ میلیمتر (۴۳٫۷۰ اینچ) و وزن آن در حالت طبیعی ۹۸۰ کیلوگرم (۲٬۱۶۱ پوند) است.
موتور آن ۲۴۱۸ سی‌سی شش سیلندر ساخت شرکت فراری است که در مدل فراری دینو نیز استفاده شده بود.
لانچیا با مدل استریتوس در سالهای ١٩٧٤، ١٩٧٥ و ١٩٧٦ قهرمانی در رقابت های رالی جهانی را از آن خود کرد.
مدل خیابانی استریتوس میتوانسته در ٦.٨ ثانیه از حالت سکون به ١٠٠ کیلومتر در ساعت برسد و در نهایت تا ٢٣٢ کیلومتر بر ساعت سرعت بگیرد.